# Oskar Soldmann

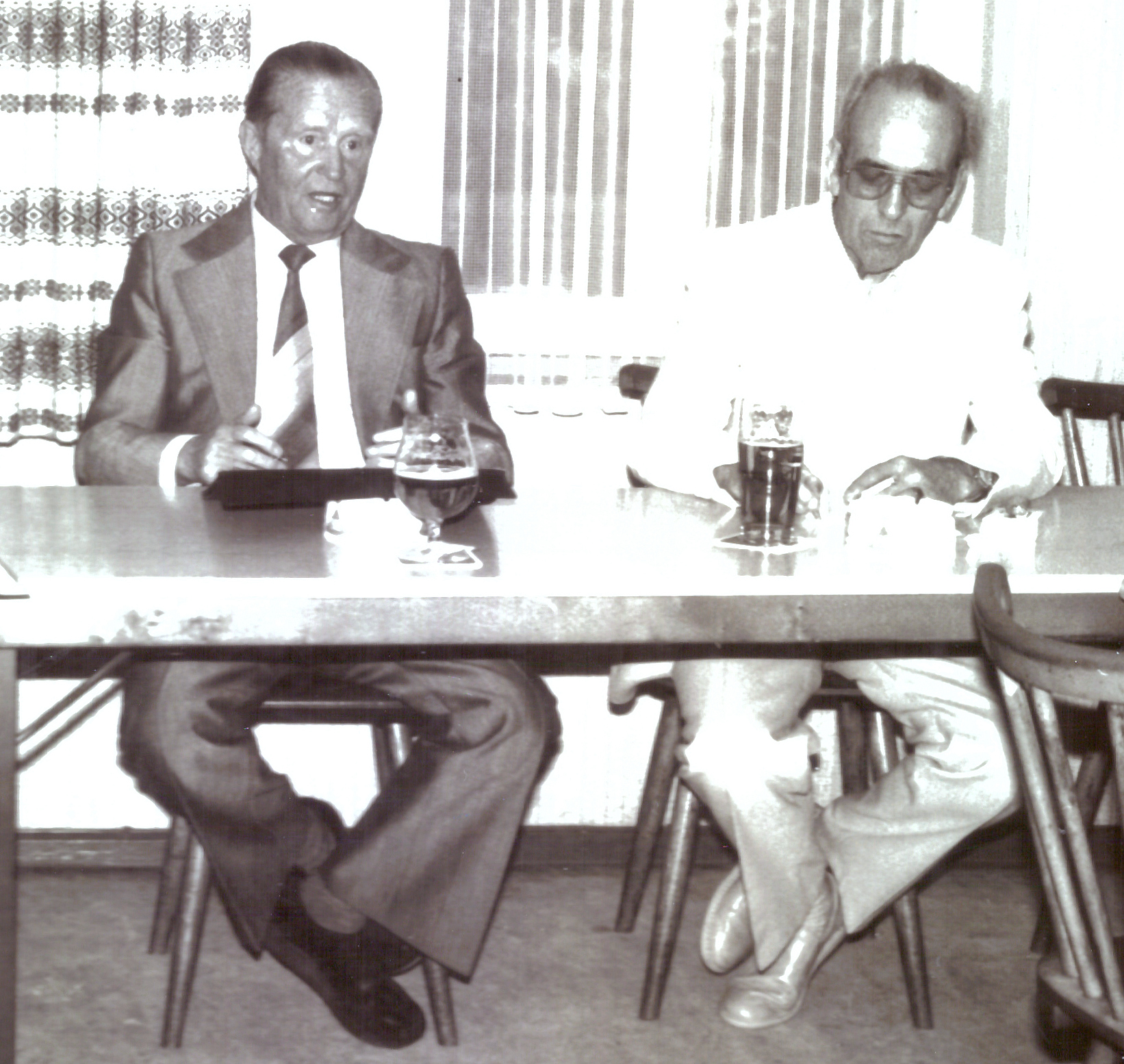
Oskar Soldmann (l.) mit Stadtrat Hans Keuser bei einer SPD-Veranstaltung im Jahr 1984 in Schweinfurt.

Oskar Soldmann (* 2. Oktober 1915 in Schweinfurt; † 10. Juni 1999 ebenda) war ein deutscher Politiker (SPD).

## Leben und Wirken
Soldmann wurde als Sohn des späteren Reichstagsabgeordneten Fritz Soldmann geboren. Er besuchte die Volksschule sowie die Oberrealschule, machte dort sein Abitur und war anschließend im Arbeitsdienst sowie in einer Export- und Importfirma in Hamburg tätig. Es folgten eine Fortbildung und ein Studium an der Außenhandelsschule Hamburg und der Wirtschaftshochschule Berlin. Im Zweiten Weltkrieg war er bei der Wehrmacht und wurde in Russland dreimal verwundet. Ab 1945 war er in der Arbeitsverwaltung und als Abteilungsleiter aktiv.
Von 1946 bis 1956 war Soldmann Stadtrat in Schweinfurt. Er war zudem Unterbezirksvorsitzender und Mitglied des Landesausschusses Bayern der SPD. Von 1954 bis 1978 war er Mitglied des Bayerischen Landtags.
Er heiratete Marianne Wichtermann und erwarb je zwanzigmal das Deutsche und das Bayerische Sportabzeichen in Gold.

## Ehrungen
- 1965: Bayerischer Verdienstorden
- 1978: Bayerische Verfassungsmedaille in Silber
- 1978: Großes Verdienstkreuz der Bundesrepublik Deutschland[1]
- 1979: Bürgermedaille in Gold der Stadt Schweinfurt
- 1988: Bayerische Verfassungsmedaille in Gold

## Einzelnachweis
1. ↑  Bekanntgabe von Verleihungen des Verdienstordens der Bundesrepublik Deutschland. In: Bundesanzeiger. Jg. 31, Nr. 45, 6. März 1979.

| Personendaten    | Personendaten                  |
| ---------------- | ------------------------------ |
| NAME             | Soldmann, Oskar                |
| KURZBESCHREIBUNG | deutscher Politiker (SPD), MdL |
| GEBURTSDATUM     | 2. Oktober 1915                |
| GEBURTSORT       | Schweinfurt                    |
| STERBEDATUM      | 10. Juni 1999                  |
| STERBEORT        | Schweinfurt                    |